# NGC 1893
NGC 1893 (другие обозначения — IC 410, OCL 439, LBN 807) — рассеянное скопление с эмиссионной туманностью, которое расположено в созвездии Возничий на расстоянии около 3500 световых лет от Солнца. Этот объект входит в число перечисленных в оригинальной редакции «Нового общего каталога».

## Характеристики
Видимая звёздная величина NGC 1893 - 7,5m. Её оцениваемый возраст - около 4 миллиардов лет.
Изображения звездного скопления, полученные рентгеновской обсерваторией "Чандра", позволяют предположить, что оно содержит около 4600 молодых звездных объектов.